# Trinidad (Urugvaj)
Trinidad je grad na jugu Urugvaja. Glavni je grad departmana Flores.

## Povijest
Trinidad je osnovan pod imenom Porongos 18. srpnja 1805. Grad je osnovao José Gervasio Artigas, urugvajski vođa za nezavisnost. Trinidad je status sela (pueblo) stekao prije neovisnosti Urugvaja. Kasnije je status uzdignut na razinu ville. U isto vrijeme je grad bio preimenovan iz Villa de Porongos u Villa de la Santísima Trinidad.
U srpnju 1903. grad je konačno preimenovan u Trinidad te je status uzdignut na razinu grada (ciudad). 

## Stanovništvo
Prema popisu stanovništva iz 2011. godine, grad Las Piedras je imao 21.429 stanovnika.
| Godina | Stanovništvo |
| ------ | ------------ |
| 1908.  | 8.317        |
| 1963.  | 15.455       |
| 1975.  | 17.597       |
| 1985.  | 18.372       |
| 1996.  | 20.031       |
| 2004.  | 20.982       |
| 2011.  | 21.429       |

- Izvor: Državni statistički zavod Urugvaja.[2]

## Prijateljski gradovi
- Dajla, Zapadna Sahara